# Bank of Guangzhou Tower
La Bank of Guangzhou Tower, conocida previamente como Premier International Plaza, es un rascacielos de oficinas situado en Cantón, provincia de Cantón, China. Tiene 268 metros de altura y 57 plantas, y fue completado en 2012. Se sitúa en Zhujiang New Town, el distrito financiero de la ciudad. Es el octavo edificio más alto de Guangzhou, el 44.º más alto de China y el 128.º más alto del mundo.